# Antigua-et-Barbuda aux Jeux du Commonwealth
Antigua-et-Barbuda participe pour la première fois aux Jeux du Commonwealth lors des Jeux de 1966 à Kingston en Jamaïque, puis y prend part de manière initialement épisodique. Le pays a toutefois participé à tous les Jeux depuis ceux de 1994. Les Antiguayens ont pris part aux épreuves d'athlétisme, de boxe, de cyclisme, d'haltérophilie, de natation et de tir, sans remporter de médaille à ce jour.